# Karl Gustav Zumpe
Karl Gustav Zumpe (* 13. Oktober 1819 in Hohnstein; † 3. Juli 1900 in Stollberg) war ein deutscher Jurist und konservativer Politiker.

## Leben und Wirken
Der Sohn des Bezirksacciseinspectors Karl Moritz Zumpe in Neustadt in Sachsen erhielt seine erste Ausbildung von einem Hauslehrer. Von September 1832 bis März 1839 besuchte er die Fürstenschule Grimma, woran er bis 1842 ein Studium der Rechtswissenschaften an der Universität Leipzig anschloss. 1842 nahm er eine Tätigkeit als Aktuar in Meißen auf und übernahm 1844 die Patrimonialgerichte in Dörnthal. 1845 siedelte er nach Sayda über, wo er sich als Advokat niederließ und das Amt des Bürgermeisters übernahm. Im selben Jahr heiratete er Maria Bräuner (* 1829). Bereits kurze Zeit später trat er in den sächsischen Staatsdienst ein. Ab 1846 war er als Aktuar am Justizamt Lauterstein tätig, ab 1850 als solcher in Zwickau. 1855 wurde er zum Justizamtmann von Lengefeld befördert. Von 1860 bis 1867 war er Gerichtsamtmann in Kirchberg und schließlich von 1867 bis zu seinem Ruhestand 1894 solcher in Stollberg. Zudem war er ab 1879 Oberamtsrichter in Stollberg.
Von 1871 bis 1877 vertrat er den 36. ländlichen Wahlkreis in der II. Kammer des Sächsischen Landtags. Dabei hatte er auf dem Landtag 1875/76 das Amt des stellvertretenden 1. Sekretärs der Kammer inne.
1894 wurde er zum Ehrenbürger von Stollberg ernannt.